# Brighton (contea di Monroe, New York)
Brighton è una città degli Stati Uniti d'America, situata nella contea di Monroe, nello Stato di New York.